# Dracocephalum breviflorum
Dracocephalum breviflorum là một loài thực vật có hoa trong họ Hoa môi. Loài này được Turrill mô tả khoa học đầu tiên năm 1922.